# Juan Martínez Oliver
Juan Martínez Oliver (* Almería, 4 de febrero de 1962), fue un ciclista español, profesional entre 1984 y 1994.
Como profesional, tanto en la modalidad de carretera como en la de pista, destacan sendas victorias de etapa en el Tour de Francia y en la Vuelta a España, ambas en 1988.
Después de su retirada como profesional se dedicó profesionalmente a la dirección de equipos ciclistas, de las dos modalidades donde fue profesional. Sobre todo destacó como técnico de pista, donde llegó a ser seleccionador nacional de España en 1997.

## Biografía
Tras heredar la bicicleta de carreras de su hermano cuando éste marchó al servicio militar, se apuntó a la Escuela de Ciclismo de Almería, debutando como ciclista en 1975.
Sus primeros éxitos le llegaron al fichar por el equipo de ciclismo amateur de Fuenlabrada, en Madrid. Gracias entre otras cosas a los triunfos de Martínez Oliver, el equipo pudo profesionalizarse dando nacimiento al equipo Dormilón en 1984.
Su constitución le hacía especialmente difícil de batir en llano y en pruebas contrarreloj. Su máximo triunfo en este sentido fue la victoria en la última prueba contrarreloj individual del Tour de Francia 1988, con la anécdota de que la organización le instó a volver a recorrer los últimos metros de su entrada en meta, al no haber grabaciones de la victoria para los medios informativos.
En etapas de montaña sufría más, lo que no le impidió lograr la victoria de etapa de la Vuelta a España que finalizó en Ávila.
Como corredor de pista, participó en los Juegos Olímpicos de Atlanta 1996, donde obtuvo diploma olímpico en las pruebas de persecución individual, donde terminó 5º, y persecución por equipos, donde también terminó 5º, formando equipo con Joan Llaneras, Santos González y Adolfo Alperi.
Organizador de la Marcha Cicloturista Juan Martínez Oliver - Las 4 Cimas en Almería

## Palmarés

### Carretera
1985
- 1 etapa Volta a Cataluña

1986
- 1 etapa Vuelta a Asturias

1987
- Memorial Manuel Galera

1988
- 1 etapa Vuelta a España
- 1 etapa contrarreloj Tour de Francia

1989
- 1 etapa Vuelta a Murcia

1993
- 1 etapa contrarreloj Vuelta al Alentejo
- 1 etapa Vuelta al Algarve

### Pista
1994
- Campeón de España de Persecución
- 2.º en la Copa del Mundo Persecución por Equipos
- 3.º en la Copa del Mundo Persecución
- Récord de España de Persecución 4 kilómetros — 4 min 29,604 s

1995
- Copa del Mundo Persecución
- Récord de España de Persecución por Equipos 4 kilómetros

1996
- Copa del Mundo en Pista Persecución
- Copa del Mundo en Pista Persecución por Equipos
- Copa del Mundo en Pista Persecución
- Copa del Mundo Persecución por Equipos
- Copa del Mundo
- Copa del Mundo por Equipos
- Campeonato de España Persecución
- Campeonato de España de Puntuación
- Récord de España Persecución Individual 5 kilómetros

1997
- Campeonato de España Persecución

## Resultados en Grandes Vueltas y Campeonato del Mundo
| Carrera         | 1985 | 1986 | 1987 | 1988  | 1989  | 1990 | 1991  | 1992 |
| --------------- | ---- | ---- | ---- | ----- | ----- | ---- | ----- | ---- |
| Giro de Italia  | -    | -    | -    | -     | -     | -    | 106.º |      |
| Tour de Francia | -    | -    |      | 134.º | Ret   | 98.º | -     | -    |
| Vuelta a España | 92.º | 65.º | -    | 75.º  | 131.º | 88.º | -     | 75.º |
| Mundial en Ruta | -    | -    | -    | -     | -     | -    | -     | -    |

## Equipos

### Corredor
- Dormilón (1984-1986)
- Kelme (1987-1989)
- Banesto (1990-1991)
- Kelme (1992-1993)
- Castellblanch (1994)
- Macario - Polar  (1995)
- Mito (1995 - 1996)

### Técnico
- Seleccionador Nacional de Ciclismo en  Pista (1997)
- Director deportivo del equipo Jazztel-Costa de AlmeríaCosta de Almería -Paternina (2001-2004)
- Director deportivo del equipo Andalucía (2005-2009)
- Seleccionador Nacional de Ciclismo en  Pista R.F.E.C 2010 -2012